# Melsdorf
Melsdorf ist eine Gemeinde im Kreis Rendsburg-Eckernförde in Schleswig-Holstein. Ihlberg, Heitholm, Fegefeuer und Wittschaap liegen im Gemeindegebiet.

## Geografie und Verkehr
Die Gemeinde liegt direkt westlich der Landeshauptstadt Kiel, an die sie angrenzt. Im Norden liegen die Gemeinden Ottendorf und Quarnbek, im Südwesten Achterwehr.
Die Gemeinde ist an der Bundesautobahn 210 gelegen, an die sie über die Ausfahrt 6 angebunden ist. Weitere wichtige Straßen führen zu den Kieler Stadtteilen Mettenhof und Russee, sowie nach Ottendorf, Quarnbek und Achterwehr. Melsdorf ist über die Buslinien 91 und 14/15 des VRK an den Kieler Nahverkehr angeschlossen. Der Haltepunkt Melsdorf liegt an der Bahnstrecke Kiel-Hassee–Osterrönfeld. Dort halten Regionalbahnen im Stundentakt. In den 1980er Jahren wurde der damalige Bahnhof aufgelassen und die Ausweichgleise in den 1990ern demontiert. Über eine Wiedereröffnung als Haltepunkt wurde aber seit Jahren diskutiert, insbesondere da Melsdorf im Bereich des Bahnhofs in den letzten Jahren stark gewachsen ist. Im Januar 2015 wurde der neue Haltepunkt eröffnet.

## Geschichte
Der Ort Melsdorf wurde im 13. Jahrhundert erstmals als Miltigstorpe erwähnt. Bis 1899 gehörte er zum Gut Quarnbek und ist seither selbständig.

## Politik

### Gemeindevertretung
Von den 13 Sitzen in der Gemeindevertretung hat die CDU seit der Kommunalwahl 2023 acht Sitze, die SPD fünf. Die Wählergemeinschaft AKWG hat sich aufgelöst, so dass nur zwei Parteien zur Wahl standen.

### Wappen

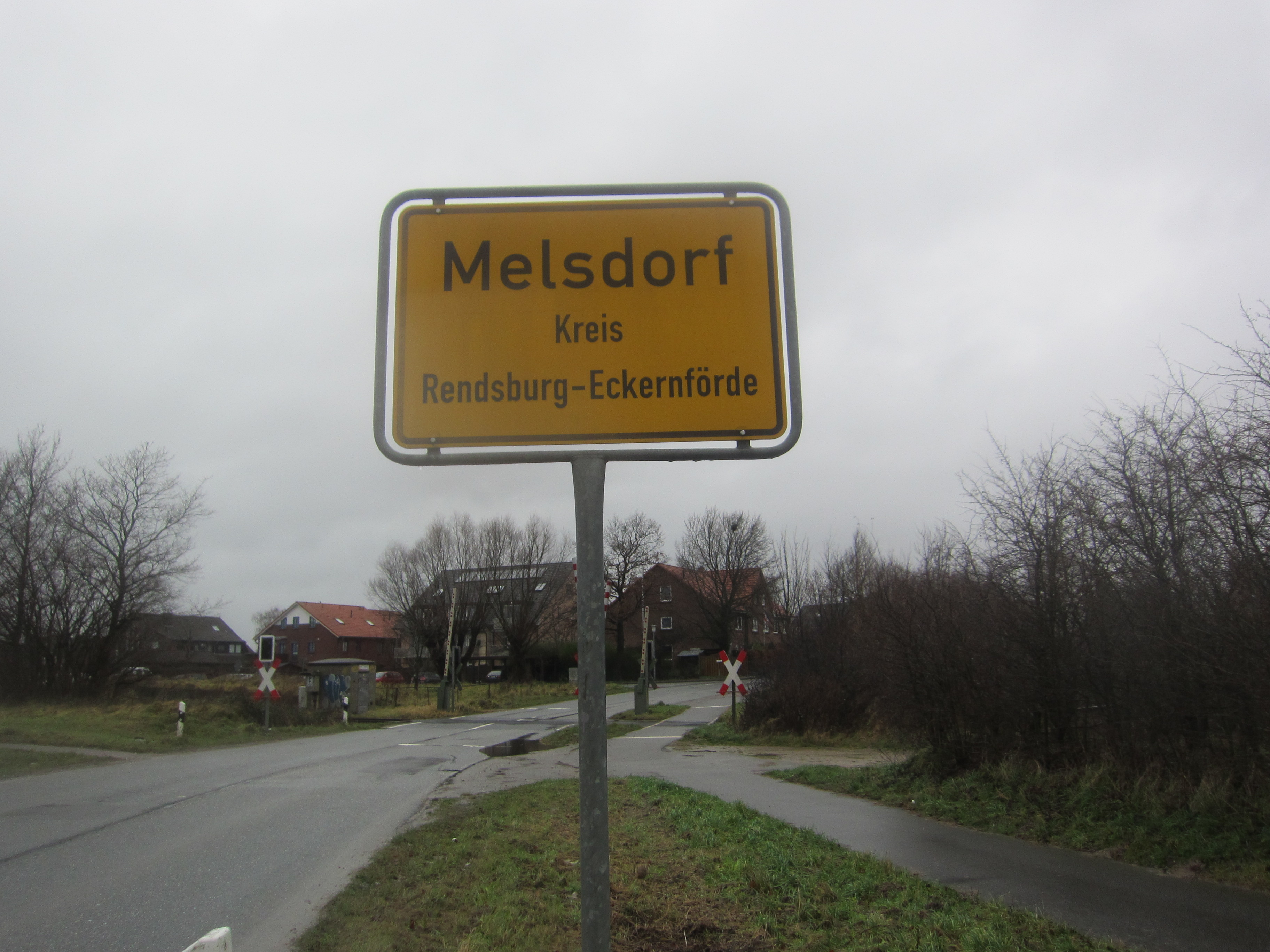
Ortseingang Melsdorf in Richtung Ortsmitte

Blasonierung: „Von Blau und Rot durch einen silbernen Wellenbalken schräglinks geteilt. Oben eine silberne Biene mit ausgebreiteten Flügeln in Draufsicht, unten ein silbernes Großsteingrab.“

## Wirtschaft
Im Gemeindegebiet überwiegt die Wohnnutzung. Es sind mehrere Gewerbegebiete ausgewiesen. Die Website der Gemeinde führt 42 Betriebe auf. Die Handelskette Rossmann hat eines ihrer Lager in Melsdorf.

## Sehenswürdigkeiten
In der Liste der Kulturdenkmale in Melsdorf stehen die in der Denkmalliste des Landes Schleswig-Holstein eingetragenen Kulturdenkmale.

## Kultur und Sport
Seit 1984 existiert die kulturell unabhängige Amateurtheatergruppe De Melsdörper, die in regelmäßigen Abständen niederdeutsche Werke auf die Bühne des Melsdorfer Bürgerhauses bringt.
Seit 1928 existiert mit dem TSV Melsdorf von 1928 e. V. ein Sportverein, der seinen Mitgliedern ein vielfältiges Sportangebot bietet.

## Bildungseinrichtungen
- Betreute Grundschule
- Grundschule
- Kindergarten
- Volkshochschule